# 맹종호
맹종호(孟鍾鎬, 1911년 8월 10일 ~ 2002년 1월 2일)는 일제강점기의 사회주의 계열 운동가로, 남로당의 간부이자, 박헌영·리승엽 간첩사건 피의자이다.

## 생애

### 일제 강점기
함경북도 경원 출생이다. 고향의 경성고등보통학교(鏡城高等普通學校)에 입학한 뒤 학생 운동에 뛰어들었다. 동맹휴학을 주도하여 1927년 정학 처분을 받은 바 있고, 1930년에는 광주학생운동에 고무되어 가두 시위를 시도했다가 징역 1년형을 선고 받고 복역했다. 일부 기록에는 맹종호가 다닌 학교는 서울의 경성제일고등보통학교(京城第一高等普通學校)라고 와전되어 있다.
출감 후 맹종호는 좌우익 계열이 연합하여 민족 유일의 독립 운동 세력을 만들기 위해 조직한 신간회에 참가했는데, 이때부터 좌익 운동에 가담했다. 고향인 경원에서 1933년 노조 운동을 일으켰다가 징역 체포되어 이번에는 징역 4년형을 선고 받아 함흥 형무소에서 복역했다.

### 남로당 활동
광복 후에 좌익 정치 운동에 나서 남로당의 서울시 중구 위원장을 맡았다가, 미군정의 남로당 탄압을 피해 1948년 월북했다.
월북한 뒤에는 평안남도 강동군에 월북 남로당 간부들을 재교육하기 위해 설치된 강동정치학원에 입교했다. 이 곳에서 유격대 교육을 받고 1950년 봄에 월남하여 강원도 오대산을 무대로 유격전을 시작했다. 월남한 직후 한국 전쟁이 발발하였고, 맹종호도 유격대를 이끌고 참전했다.

### 간첩 사건
유격대로 활동하던 중 월북하였다. 그러나 1953년 박헌영 리승엽 간첩 사건에 연루되어 체포되었고, 사형선고를 받았다. 당시 직함은 남조선해방유격대 제10지대장이었다.
맹종호는 이 재판의 피의자들 가운데 리승엽, 조일명과 함께 일제강점기에 전향했던 기록이 있다는 약점을 갖고 있었다. 적색노조운동으로 구금된 뒤 출감했을 때 전향자들을 위한 친일 단체인 시국대응전선사상보국연맹에 가입했던 것이다.
사형선고 후 곧바로 처형된 것으로 추정되기도 하나, 당시 최고재판소의 검사였던 비전향 장기수 김중종은 맹종호가 리승엽, 이강국과 함께 2년후 열린 박헌영 재판에 증인으로 출두하여 박헌영에게 불리한 증언을 했다고 기억하고 있었으며, 2002년 1월 2일 뇌출혈과 선암으로 사망했다.
2001년에 박헌영직계인 이강국과 임화 등 남로당의 일부 핵심간부들이 주한 미군방첩대(CIC) 요원으로 활동했던 것으로 남한에서 밝혀졌다.

## 참고자료
- 조선민주주의인민공화국 최고재판소 (1956). 《미제국주의 고용간첩 박헌영 리승엽 도당의 조선민주주의인민공화국 정권 전복음모와 간첩사건 공판 문헌》. 평양.
- 김용직 (1999년 8월 10일). 《임화 문학연구》. 서울: 새미. ISBN 89-8206-411-7.